# Будинок Чернігівської чоловічої торгової школи
Будинок Чернігівської чоловічої торгової школи — пам'ятка архітектури місцевого значення у Чернігові. Зараз у будівлі розміщується Чернігівська філія Національної академії статистики, обліку та аудиту.

## Історія
Рішенням виконкому Чернігівської обласної ради народних депутатів від 28.04.1987 № 119 надано статус «пам'ятник архітектури місцевого значення» з охоронним № 36-Чг під назвою «Будинок школи».
Будівля має власну «територію пам'ятника» та розташована у «комплексній охоронній зоні пам'яток історичного центру міста», за правилами забудови та використання території. На будівлі встановлено інформаційну дошку.

## Опис
Цегляний, 2-поверховий, Т-подібний у плані будинок з ризалітом, що виступає за червону лінію. Фасад центральної частини з секцією, що виступає, спрямований на південний захід до Гончої вулиці. Вікна прямокутні, вікна першого поверху північного торця закладені, вікна другого поверху фасаду та торців увінчані трикутними сандриками. На південь до будинку примикає 4-поверхова офісна будівля.
Чернігівська чоловіча торгова школа була заснована 1903 року і розташовувалась у власній будівлі на вулиці Гонча. Будинок для школи збудований 1905 року за кошти місцевих меценатів Лизогуба, Гутмана, Маркельса. Мала 3 класи, давала загальну та спеціальну торгову освіту. Школа перебувала у віданні окружного інспектора навчального відділу Міністерства фінансів та очолювалася інспектором. Ліквідована після жовтня 1917 року.
У будівлі в період 1916—1919 років в орендованому приміщенні розмістився новостворений учительський інститут, після — єврейська школа. Після Другої світової війни тут розміщувалося обласне статистичне управління, потім навчальний комбінат. Зараз у будівлі розміщується Чернігівська філія Національної академії статистики, обліку та аудиту.